# Karateca

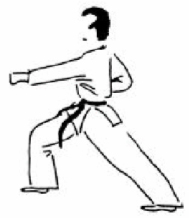
Ilustración de un karateka.

Karateca (en japonés, 空手家, karate-ka; literalmente, «persona de mano vacía») o karateka es la palabra que define a la persona que practica el arte marcial japonés llamado karate. Está compuesta por las palabras 空 (kara, «vacía»), 手 (te, «mano») y 家 (ka, «persona»).